# Dmitri Làptev
Dmitri Iàkovlevitx Làptev (rus: Дми́трий Я́ковлевич Ла́птев) (1701-1771) va ser un explorador rus de l'Àrtida. L'estret Dmitri Làptev és nomenat en el seu honor i el nom del Mar de Làptev és nomenat en honor d'ell i del seu cosí, Khariton Làptev.

## Primers anys
Dmitri Làptev va néixer al poble de Bolótovo, prop de Velikie Luki, el 1701. Un any abans, el seu cosí Khariton Làptev va néixer també a Bolótovo. Ell i el seu cosí van ser alguns dels primers estudiants de l'Escola de Matemàtiques i Ciències de la Navegació a Sant Petersburg, establerta per Pere el Gran. Després de la seva graduació, ràpidament es va traslladar a les files navals i es va convertir en un oficial naval de classificació en diversos vaixells diferents.

## Exploració àrtica
Dmitri Làptev va ser un lloctinent a la Marina assignat a la Segona Expedició de Kamtxatka el 1735 sota la direcció de Vitus Bering. Amb la mort del capità del vaixell "Iakutsk" el 1736, Bering va nomenar Làptev com a cap de la tripulació del Iakutsk i va dibuixar la costa de l'oceà Àrtic des del riu Lena cap a l'est. Amb el permís de Bering, Làptev va tornar a Sant Petersburg per a l'hivern. Un segon intent l'any següent no va aconseguir arribar a les flotes orientals de l'expedició.
El 1739, Làptev va ser el comandant d'una expedició per traçar la regió de Txukotka en el llunyà est del continent. L'expedició va començar malament al principi i el "Iakutsk" va quedar atrapat pel gel molt ràpidament. Aquell hivern, la tripulació, liderada per Làptev, va ser la primera russa a viure entre la població indígena del baix riu Indigirka. Els habitants de Rússkoie Ústie proporcionaven menjar, assistència i fins i tot van moure la nau per obrir l'aigua quan va arribar la primavera. Làptev i la tripulació van proporcionar mapes significatius de les zones, sovint a través d'excursions per terra i expedicions.
Després de l'expedició, va continuar el seu servei militar a la Flota del Bàltic. Làptev va ser ascendit al rang d'Almirall el 1762, i es va retirar el mateix any.

## Llegat
Un cap al delta del riu Lena i un estret entre l'illa Bolshoy Lyakhovsky i la península asiàtica porten el seu nom. El Mar de Làptev també porta el nom de Dmitriy Làptev i el seu cosí, i l'explorador àrtic, Khariton Làptev.